# Lista de vice-presidentes do Brasil por falecimento
|                                                                                      |  |                                                                                   |
| Floriano Peixoto, vice-presidente que faleceu há mais tempo, em 29 de junho de 1895. |  | Marco Maciel, vice-presidente que faleceu há menos tempo, em 12 de junho de 2021. |

Esta é uma lista de vice-presidentes do Brasil por falecimento, contendo informações sobre a data de falecimento e cidade em que faleceram, além de comparações e estatísticas diversas. Compreende todas as pessoas que assumiram a vice-presidência e estão presentes na lista da Biblioteca da Presidência da República.
O primeiro vice-presidente a falecer foi Floriano Peixoto, em 29 de junho de 1895, há 129 anos e 241 dias (47 358 dias); o último foi Marco Maciel, em 12 de junho de 2021, portanto há 3 anos e 258 dias (1 354 dias). Rodrigues Alves é o que faleceu no dia do calendário mais recente, 10 de fevereiro de 1954, enquanto que João Goulart possui a data de falecimento mais tardia, 6 de dezembro de 1976. Abril é o mês em que mais faleceu vice-presidentes brasileiros (quatro). Os dias 1, 2, 9 e 29 são aqueles no qual faleceram mais vice-presidentes (dois). Sete vice-presidentes faleceram em períodos históricos posteriores ao que eles governaram e/ou foram eleitos e quatorze foram em seus próprios períodos. A menor diferença de tempo entre duas mortes é 1 mês e 13 dias (45 dias), referente ao espaço entre os falecimentos de Silviano Brandão e de Manuel Vitorino. A maior diferença entre duas mortes é 19 anos e 28 dias (6 967 dias), referente ao espaço entre os falecimentos de Adalberto Pereira e Aureliano Chaves. A diferença de tempo entre a primeira e a última morte de um vice-presidente é de 125 anos, 11 meses e 6 dias (46 008 dias).
Delfim Moreira é o único a ter tomado posse do mandato e morrer no exercício deste. Silviano Brandão e Urbano Santos faleceram antes de tomar posse, sendo que Urbano já havia tido um mandato. Vital Soares foi impedido de tomar posse e faleceu sem exercer o cargo.

## Lista dos vice-presidentes
Em parênteses, ordem desconsiderando os que não tomaram posse.
| #       | OH | Vice-presidente        | Data de falecimento     | Local do falecimento       | Local do sepultamento                                                   | Imagem | Ref.          |
| ------- | -- | ---------------------- | ----------------------- | -------------------------- | ----------------------------------------------------------------------- | ------ | ------------- |
| 1       | 1  | Floriano Peixoto       | 29 de junho de 1895     | Barra Mansa, RJ            | Cemitério de São João Batista, no Rio de Janeiro, RJ                    |        | [ 2 ]         |
| 2       | —  | Silviano Brandão       | 25 de setembro de 1902  | Belo Horizonte, MG         | Cemitério do Bonfim, em Belo Horizonte, MG                              |        | [ 3 ]         |
| 3 (2)   | 2  | Manuel Vitorino        | 9 de novembro de 1902   | Rio de Janeiro, RJ         | Cemitério do Campo Santo, em Salvador, BA                               |        | [ 4 ]         |
| 4 (3)   | 4  | Afonso Pena            | 14 de junho de 1909     | Rio de Janeiro, RJ         | Memorial Afonso Pena, em Santa Bárbara, MG                              |        | [ 5 ]         |
| 5 (4)   | 8  | Delfim Moreira         | 1º de julho de 1920     | Santa Rita do Sapucaí, MG  | Cemitério Municipal Luiz Vilela Bernardes, em Santa Rita do Sapucaí, MG |        | [ 6 ]         |
| 6 (5)   | 7  | Urbano Santos          | 7 de maio de 1922       | Mar territorial brasileiro | Cemitério de São João Batista, no Rio de Janeiro, RJ                    |        | [ 7 ]         |
| 7 (6)   | 5  | Nilo Peçanha           | 31 de março 1924        | Rio de Janeiro, RJ         | Cemitério de São João Batista, no Rio de Janeiro, RJ                    |        | [ 8 ]         |
| 8 (7)   | 9  | Bueno de Paiva         | 4 de agosto de 1928     | Rio de Janeiro, RJ         | Cemitério de São João Batista, no Rio de Janeiro, RJ                    |        | [ 6 ]         |
| 9 (8)   | 3  | Rosa e Silva           | 1º de julho de 1929     | Rio de Janeiro, RJ         | Cemitério de Santo Amaro, em Recife, PE                                 |        | [ 9 ] [ 10 ]  |
| 10      | —  | Vital Soares           | 19 de abril de 1933     | Salvador, BA               | Cemitério do Campo Santo, em Salvador, BA                               |        | [ 11 ]        |
| 11 (9)  | 10 | Estácio Coimbra        | 9 de novembro de 1937   | Rio de Janeiro, RJ         | Cemitério de Santo Amaro, em Recife, PE                                 |        | [ 12 ] [ 13 ] |
| 12 (10) | 11 | Fernando de Melo Viana | 10 de fevereiro de 1954 | Rio de Janeiro, RJ         | Cemitério do Bonfim, em Belo Horizonte, MG                              |        | [ 14 ]        |
| 13 (11) | 12 | Nereu Ramos            | 16 de junho de 1958     | São José dos Pinhais, PR   | Memorial Nereu Ramos, em Lages, SC                                      |        | [ 15 ]        |
| 14 (12) | 6  | Venceslau Brás         | 15 de maio de 1966      | Itajubá, MG                | Cemitério Paroquial de Itajubá, em Itajubá, MG                          |        | [ 16 ]        |
| 15 (13) | 13 | Café Filho             | 20 de fevereiro de 1970 | Rio de Janeiro, RJ         | Cemitério do Alecrim, em Natal, RN                                      |        | [ 17 ]        |
| 16 (14) | 15 | José Maria Alkmin      | 22 de abril de 1974     | Belo Horizonte, MG         | Cemitério do Bonfim, em Belo Horizonte, MG                              |        | [ 18 ]        |
| 17 (15) | 16 | Pedro Aleixo           | 3 de março de 1975      | Belo Horizonte, MG         | Cemitério do Bonfim, em Belo Horizonte, MG                              |        | [ 19 ]        |
| 18 (16) | 14 | João Goulart           | 6 de dezembro de 1976   | Mercedes, CR, Argentina    | Cemitério Jardim da Paz, em São Borja, RS                               |        | [ 20 ]        |
| 19 (17) | 18 | Adalberto Pereira      | 2 de abril de 1984      | Rio de Janeiro, RJ         | Cemitério de São João Batista, no Rio de Janeiro, RJ                    |        | [ 21 ] [ 22 ] |
| 20 (18) | 17 | Augusto Rademaker      | 13 de setembro de 1985  | Rio de Janeiro, RJ         | Cemitério de São Francisco Xavier, no Rio de Janeiro, RJ                |        | [ 23 ] [ 24 ] |
| 21 (19) | 19 | Aureliano Chaves       | 30 de abril de 2003     | Belo Horizonte, MG         | Cemitério Paroquial de Itajubá, em Itajubá, MG                          |        | [ 25 ]        |
| 22 (20) | 23 | José Alencar           | 29 de março de 2011     | São Paulo, SP              | Igreja de Nossa Senhora da Glória de Itamuri, em Muriaé, MG             |        | [ 26 ]        |
| 23 (21) | 21 | Itamar Franco          | 2 de julho de 2011      | São Paulo, SP              | Cemitério Municipal de Juiz de Fora, em Juiz de Fora, MG                |        | [ 27 ]        |
| 24 (22) | 22 | Marco Maciel           | 12 de junho de 2021     | Brasília, DF               | Campo da Esperança, em Brasília, DF                                     |        | [ 28 ]        |

## Falecimentos por século e década
No total, 1 vice-presidente faleceu no século XIX, 19 faleceram no século XX e 4 faleceram no século XXI. Contabilizando por década:
| 1890 (1) • Floriano Peixoto (1895)                                                                                      |
| 1900 (3) • Silviano Brandão (1902), Manuel Vitorino (1902), Afonso Pena (1909)                                          |
| 1910 (0) • nenhum |
| 1920 (5) • Delfim Moreira (1920), Urbano Santos (1922), Nilo Peçanha (1924), Bueno de Paiva (1928), Rosa e Silva (1929) |
| 1930 (2) • Vital Soares (1933), Estácio Coimbra (1937)                                                                  |
| 1940 (0) • nenhum |
| 1950 (2) • Fernando de Melo Viana (1954)                                                                                |
| 1960 (1) • Venceslau Brás (1966)                                                                                        |
| 1970 (4) • Café Filho (1970), José Maria Alkimim (1974), Pedro Aleixo (1975), João Goulart (1976)                       |
| 1980 (2) • Adalberto Pereira (1984), Augusto Rademaker (1985)                                                           |
| 1990 (0) • nenhum |
| 2000 (1) • Aureliano Chaves (2003)                                                                                      |
| 2010 (2) • José de Alencar (2011), Itamar Franco (2011)                                                                 |
| 2020 (1) • Marco Maciel (2021)                                                                                          |

## Falecidos no mesmo ano, data ou idade

### Mesmo ano
- Silviano Brandão e Manuel Vitorino faleceram em 1902.
- José Alencar e Itamar Franco faleceram em 2011.

### Mesma data
- Delfim Moreira e Francisco de Assis Rosa e Silva faleceram ambos no dia 1º de julho.
- Manuel Vitorino e Estácio Coimbra faleceram ambos no dia 9 de novembro.

### Mesma idade
- 80: Augusto Rademaker e Marco Maciel
- 71: Francisco Rosa e Silva e Café Filho
- 58: Vital Soares e João Goulart
- 56:  Floriano Peixoto e Nilo Peçanha

## Presidente quando falecido
- Prudente de Morais (1894–1898) (1): Floriano Peixoto
- Campos Sales (1898–1902) (2): Silviano Brandão, Manuel Vitorino
- Epitácio Pessoa (1919–1922) (1): Delfim Moreira, Urbano Santos
- Artur Bernardes (1922–1926) (1): Nilo Peçanha
- Washington Luís (1926–1930) (2): Bueno de Paiva, Rosa e Silva
- Getúlio Vargas (1930–1945) (2): Vital Soares, Estácio Coimbra
- Getúlio Vargas (1951–1954) (1): Fernando de Melo Viana
- Juscelino Kubitschek (1956–1961) (1): Nereu Ramos
- Castelo Branco (1964–1967) (1): Venceslau Brás
- Médici (1969–1974) (1): Café Filho
- Ernesto Geisel (1974–1979) (4): José Maria Alkimim, Pedro Aleixo, Augusto Rademaker, João Goulart
- João Figueiredo (1979–1985) (1): Adalberto Pereira, Augusto Rademaker
- Luiz Inácio Lula da Silva (2002–2010) (1): Aureliano Chaves
- Dilma Rousseff (2011–2016) (2): José Alencar, Itamar Franco
- Jair Bolsonaro (2019-2022) (1): Marco Maciel

Afonso Pena foi o único vice-presidente a morrer durante o exercício de seu mandato de presidente.

## Vice-presidente quando falecido
- Manuel Vitorino (1894–1898) (1): Floriano Peixoto
- Francisco Rosa e Silva (1898–1902) (2): Silviano Brandão, Manuel Vitorino,
- Nilo Peçanha (1906–1909) (1): Afonso Pena
- Bueno de Paiva (1920–1922) (1): Urbano Santos
- Estácio Coimbra (1922–1926) (1): Nilo Peçanha
- Fernando de Melo Viana (1926–1930) (2): Bueno de Paiva, Francisco Rosa e Silva
- Cargo inexistente (1930-1946) (2): Vital Soares e Estácio Coimbra
- Café Filho (1951–1954) (1): Fernando de Melo Viana
- João Goulart (1956–1961) (1): Nereu Ramos
- José Maria Alkimim (1964–1967) (1): Venceslau Brás
- Augusto Rademaker (1969–1974) (1): Café Filho
- Adalberto Pereira  (1974–1979) (3): José Maria Alkimim, Pedro Aleixo, João Goulart
- Aureliano Chaves (1979–1985) (1): Adalberto Pereira, Augusto Rademaker
- José Alencar (2002–2010) (1): Aureliano Chaves
- Michel Temer (2011–2016) (2): José Alencar, Itamar Franco
- Hamilton Mourão (2019-2022) (1): Marco Maciel

Delfim Moreira foi o único vice-presidente a morrer durante o exercício do mandato.

## Local de falecimento
O estado brasileiro onde mais faleceram vice-presidentes foi o Rio de Janeiro (12), seguido por Minas Gerais (6), São Paulo (2) e Bahia, Paraná e Distrito Federal (1). João Goulart foi o único vice-presidente brasileiro a morrer no exílio; faleceu em Mercedes, Corrientes, Argentina. 11 vice-presidentes faleceram na atual cidade do Rio de Janeiro, o que representa cerca de 47% da lista inteira, fazendo desta, de longe, a cidade que contabiliza o maior número de falecimento de vice-presidentes do Brasil.
Nove vice-presidentes nasceram e faleceram no mesmo estado (Silviano Brandão, Nilo Peçanha, Delfim Moreira, Venceslau Brás, Augusto Rademaker, Vital Soares, José Maria Alkimim, Pedro Aleixo, Aureliano Chaves). Apenas Augusto Rademaker nasceu e faleceu na mesma cidade.
| # | Estado           | Vice-presidentes | Qtd. |
| - | ---------------- | --- | ---- |
| 1 | Rio de Janeiro   | Floriano Peixoto, Manuel Vitorino, Afonso Pena, Nilo Peçanha, Urbano Santos, Bueno de Paiva, Rosa e Silva, Estácio Coimbra, Fernando de Melo Viana, Café Filho, Augusto Rademaker, Adalberto Pereira dos Santos | 12   |
| 2 | Minas Gerais     | Silviano Brandão, Delfim Moreira, Venceslau Brás, José Maria Alkimim, Pedro Aleixo, Aureliano Chaves | 6    |
| 3 | São Paulo        | José Alencar, Itamar Franco | 2    |
| 4 | Bahia            | Vital Soares | 1    |
| 4 | Paraná           | Nereu Ramos | 1    |
| 4 | Corrientes       | João Goulart | 1    |
| 4 | Distrito Federal | Marco Maciel | 1    |